# Lophostoma brasiliense
Lophostoma brasiliense — вид родини листконосові (Phyllostomidae), ссавець ряду лиликоподібні (Vespertilioniformes, seu Chiroptera).

## Середовище проживання
Країни поширення: Беліз, Болівія, Бразилія, Колумбія, Коста-Рика, Еквадор, Французька Гвіана, Гватемала, Гаяна, Гондурас, Мексика, Нікарагуа, Панама, Перу, Суринам, Тринідад і Тобаго, Венесуела. Є поширеним видом нижче 500 м над рівнем моря у Венесуелі. Значною мірою пов'язаний з потоком біля вічнозелених лісів та інших вологих місцин, але може зустрічатися також в листяних лісах, вторинних лісах, гаях і фруктових садах. 

## Звички
Використовує дупла термітів для спочинку. Харчується комахами і, можливо, іноді їсть фрукти. Зазвичай буває спійманий в павутинні мережі незабаром після заходу сонця. Вагітні самиці були виявлені в лютому і квітні в Коста-Риці.  

## Загрози та охорона
Втрати лісового покриву є проблемою, хоча це не велика загроза. Зустрічаються у ряді природоохоронних територій по всьому ареалу.